# 100-річчя Інституту виноградарства і виноробства імені В.Є.Таїрова (монета)
«100-рі́ччя Інститу́ту виногра́дарства і виноро́бства і́мені В. Є. Таї́рова» — ювілейна монета номіналом 2 гривні, випущена Національним банком України, присвячена 100-річчю від дня заснування Національного наукового центру «Інститут виноградарства і виноробства імені В. Є. Таїрова», за роки існування якого досягнуто значних результатів у розвитку нових технологій вирощування й переробки винограду. Становлення й діяльність цього наукового закладу тісно пов'язані з іменем видатного вченого Василя Таїрова, який створив вітчизняну наукову школу виноградарів та виноробів.
Монету введено в обіг 6 вересня 2005 року. Вона належить до серії «Інші монети».

## Опис монети та характеристика
| Номінал грн. | Метал      | Маса, г | Діаметр, мм | Якість виготовлення       | Гурт     | Тираж, штук |
| ------------ | ---------- | ------- | ----------- | ------------------------- | -------- | ----------- |
| 2            | нейзильбер | 12,8    | 31          | спеціальний анциркулейтед | рифлений | 20 000      |

### Аверс
На аверсі монети у центрі зображено малий Державний Герб України, під ним — рік карбування монети «2005», по колу розміщено написи: «НАЦІОНАЛЬНИЙ БАНК УКРАЇНИ» (угорі), «ДВІ ГРИВНІ» (унизу) та логотип Монетного двору Національного банку України.

### Реверс

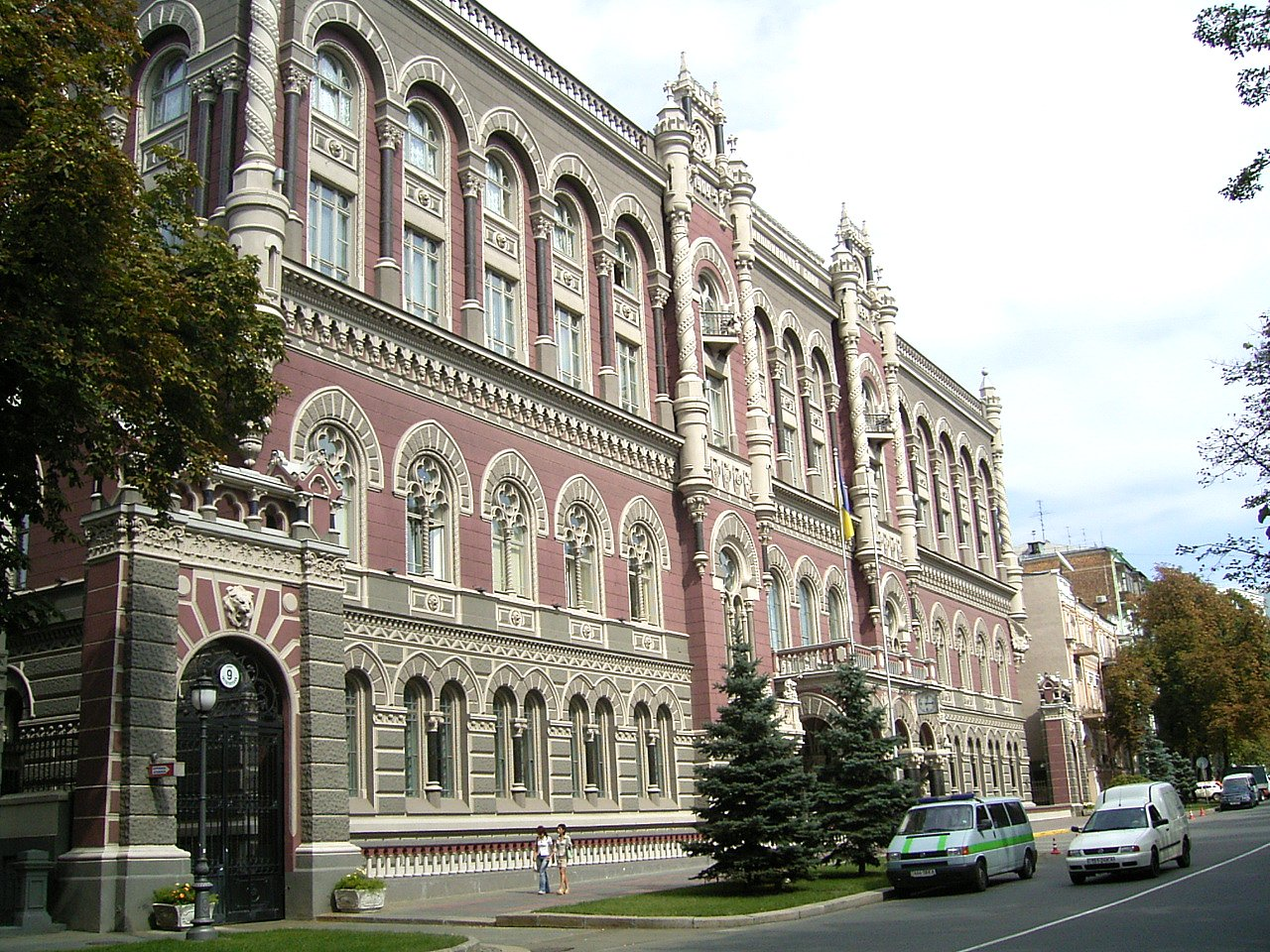
Будівля Національного банку України

На реверсі монети зображено будівлю інституту, на тлі якої ліворуч — портрет В. Є. Таїрова, над портретом між роками «1905» «2005» — логотип інституту, унизу — стилізована виноградна лоза та розміщено круговий напис «ІНСТИТУТ ВИНОГРАДАРСТВА І ВИНОРОБСТВА ІМЕНІ В. Є.ТАЇРОВА».

## Автори
- Художник — Іваненко Святослав.
- Скульптор — Іваненко Святослав.

## Вартість монети
Ціна монети — 15 гривень, була зазначена на сайті Національного банку України 2011 року.
Фактична приблизна вартість монети, з роками змінювалася так:
| Рік        | 2010 | 2011 | 2012 | 2013 | 2014 | 2015 | 2016 | 2017 | 2018 | 2019 | 2020 | 2021 | 2022 | 2023 | 2024 | 2025 |
| ---------- | ---- | ---- | ---- | ---- | ---- | ---- | ---- | ---- | ---- | ---- | ---- | ---- | ---- | ---- | ---- | ---- |
| Ціна, грн. | 65   | 75   | 85   | 100  | 135  | 200  | 320  | 340  | 340  | 320  | 330  | 360  | 370  | 750  | 950  | 960  |